# Jorge Enrique Arias
Jorge Enrique Arias de la Hoz (Valledupar, Cesar; 13 de noviembre de 1992) es un futbolista colombiano que juega como defensa central o lateral izquierdo en Millonarios de la Categoría Primera A de Colombia.

## Trayectoria

### Valledupar FC e Independiente Medellín
Arias, comenzó su carrera profesional debutando en la  Categoría Primera B con el Valledupar F. C., desde donde dio el salto a la  Categoría Primera A al servicio del Independiente Medellín. Con el DIM, se destacó en 2012 al ser parte del equipo que alcanzó la final contra  Millonarios, donde fueron subcampeones. En la tanda de penales que definió el título, su cobro fue crucial, ya que era el último de los cinco antes de ir al mata-mata, lo convirtió frente al arquero  Luis Enrique Delgado, aunque lamentablemente no les alcanzó para alzarse con el campeonato.

### Etapas en el Junior y cesiones en el Olimpia y Deportivo Cali
Tras haber estado cedido por el Independiente Medellín en dos oportunidades al Junior, finalmente, en 2018, el equipo tiburón opta por adquirir sus derechos deportivos y es revendido inmediatamente al Olimpia de Paraguay, donde milita entre 2018 y 2020 bajo las órdenes del entrenador argentino Daniel Garnero. Sin embargo, cuando aún tenía dos años de contrato, el equipo Decano nunca canceló la totalidad de la transferencia al onceno tiburón, por lo que fue cedido al Deportivo Cali  mientras se solucionaba el tema. Más adelante, en 2022, regresa nuevamente al Junior , donde termina como agente libre sin que las instituciones hubieran solucionado el tema contractual entre ellas.

### Millonarios
El 12 de enero de 2023, fue anunciado como nuevo jugador de Millonarios. Llegó en condición de jugador libre luego de terminar su contrato con Junior. 
El 27 de abril de 2023, anota su primer gol como jugador de Millonarios en la victoria 4-2 ante América de Cali.Anota nuevamente ante Peñarol por Copa Sudamericana el 23 de mayo del mismo año.
El 24 de junio de 2023 se corona como campeón del Torneo Apertura después de que Millonarios derrotara a Atlético Nacional en los lanzamientos desde el punto penal. Arias anotaría el primer cobro de la tanda luego de que Jáder Valencia, primero cobrador, fallara su remate. Adicionalmente, Arias fue el jugador con más minutos disputados con el equipo en dicho torneo y a nivel general fue el segundo con más partidos jugados en el año (57) siendo supero tan solo por Larry Vásquez (58).
El 11 de junio de 2025, durante su partido #107 es capitán por primera ocasión en el empate a dos tantos frente al Once Caldas.

## Estadísticas
Actualizado al último partido disputado el 19 de junio de 2025.
| Club                                 | Temporada     | Liga  | Liga  | Copas | Copas | Internacional | Internacional | Total | Total |
| Club                                 | Temporada     | Part. | Goles | Part. | Goles | Part.         | Goles         | Part. | Goles |
| ------------------------------------ | ------------- | ----- | ----- | ----- | ----- | ------------- | ------------- | ----- | ----- |
| Valledupar FC · Colombia             | 2010          | 21    | 0     | —     | —     | —             | —             | 21    | 0     |
| Valledupar FC · Colombia             | 2011          | 15    | 1     | 7     | 0     | —             | —             | 22    | 1     |
| Valledupar FC · Colombia             | Total         | 36    | 1     | 7     | 0     | —             | —             | 43    | 1     |
| Independiente Medellín · Colombia    | 2011          | 1     | 0     | —     | —     | —             | —             | 1     | 0     |
| Independiente Medellín · Colombia    | 2012          | 19    | 1     | 8     | 0     | —             | —             | 27    | 1     |
| Independiente Medellín · Colombia    | 2013          | 17    | 0     | 3     | 0     | —             | —             | 20    | 0     |
| Independiente Medellín · Colombia    | 2014          | 0     | 0     | —     | —     | —             | —             | 0     | 0     |
| Independiente Medellín · Colombia    | 2015          | 19    | 0     | 10    | 0     | —             | —             | 29    | 0     |
| Junior · (cedido) · Colombia         | 2016          | 23    | 1     | —     | —     | —             | —             | 23    | 1     |
| Independiente Medellín · Colombia    |               |       |       |       |       |               |               |       |       |
| 2016                                 | 15            | 0     | 2     | 0     | 4     | 0             | 21            | 0     |       |
| 2017                                 | 8             | 0     | 2     | 0     | —     | —             | 10            | 0     |       |
| Total                                | 79            | 1     | 25    | 0     | 4     | 0             | 108           | 1     |       |
| Junior · (cedido) · Colombia         |               |       |       |       |       |               |               |       |       |
| 2017                                 | 9             | 0     | 3     | 0     | 2     | 0             | 14            | 0     |       |
| 2018                                 | 11            | 1     | —     | —     | 10    | 0             | 21            | 1     |       |
| Olimpia Paraguay                     | 2018          | 13    | 0     | 2     | 0     | —             | —             | 15    | 0     |
| Olimpia Paraguay                     | 2019          | 21    | 1     | —     | —     | 2             | 0             | 23    | 1     |
| Olimpia Paraguay                     | 2020          | 13    | 0     | —     | —     | 5             | 0             | 18    | 0     |
| Olimpia Paraguay                     | Total         | 47    | 1     | 2     | 0     | 7             | 0             | 56    | 1     |
| Deportivo Cali · (cedido) · Colombia | 2021          | 19    | 2     | —     | —     | 1             | 0             | 20    | 2     |
| Deportivo Cali · (cedido) · Colombia | Total         | 19    | 2     | —     | —     | 1             | 0             | 20    | 2     |
| Junior · Colombia                    | 2022          | 35    | 0     | 3     | 0     | 7             | 0             | 45    | 0     |
| Junior · Colombia                    | Total         | 78    | 2     | 6     | 0     | 19            | 0             | 103   | 2     |
| Millonarios · Colombia               | 2023          | 45    | 2     | 6     | 0     | 6             | 1             | 57    | 3     |
| Millonarios · Colombia               | 2024          | 26    | 0     | 4     | 0     | 2             | 0             | 32    | 0     |
| Millonarios · Colombia               | 2025          | 19    | 0     | —     | —     | 1             | 0             | 20    | 0     |
| Millonarios · Colombia               | Total         | 90    | 2     | 10    | 0     | 9             | 1             | 109   | 3     |
| Total carrera                        | Total carrera | 304   | 9     | 46    | 0     | 37            | 1             | 387   | 10    |

## Palmarés

### Campeonatos nacionales
| Título                | Club           | Año  |
| --------------------- | -------------- | ---- |
| Copa Colombia         | Junior         | 2017 |
| Torneo Clausura       | Olimpia        | 2018 |
| Torneo Apertura       | Olimpia        | 2019 |
| Torneo Clausura       | Olimpia        | 2019 |
| Torneo Clausura       | Olimpia        | 2020 |
| Torneo Finalización   | Deportivo Cali | 2021 |
| Torneo Apertura       | Millonarios    | 2023 |
| Superliga de Colombia | Millonarios    | 2024 |